# Cova des Coloms
Cova des Coloms (deutsch Taubenhöhle) ist eine Höhle auf der Baleareninsel Menorca. Sie liegt in der Schlucht von Binigaus in der Gemeinde Es Migjorn Gran.

## Lage
Die Höhle liegt in der Schlucht von Binigaus etwa 1,6 km südwestlich von Es Migjorn Gran und ist frei zugänglich. Der nächste Parkplatz befindet sich am dortigen Friedhof. Der Weg über eine private Schotterstraße ist ausgeschildert. Am Abzweig des Pfads, der zum Höhleneingang führt, hat die Gemeindeverwaltung von Es Migjorn Gran eine Informationstafel in katalanischer, kastilischer und englischer Sprache aufgestellt.

## Beschreibung

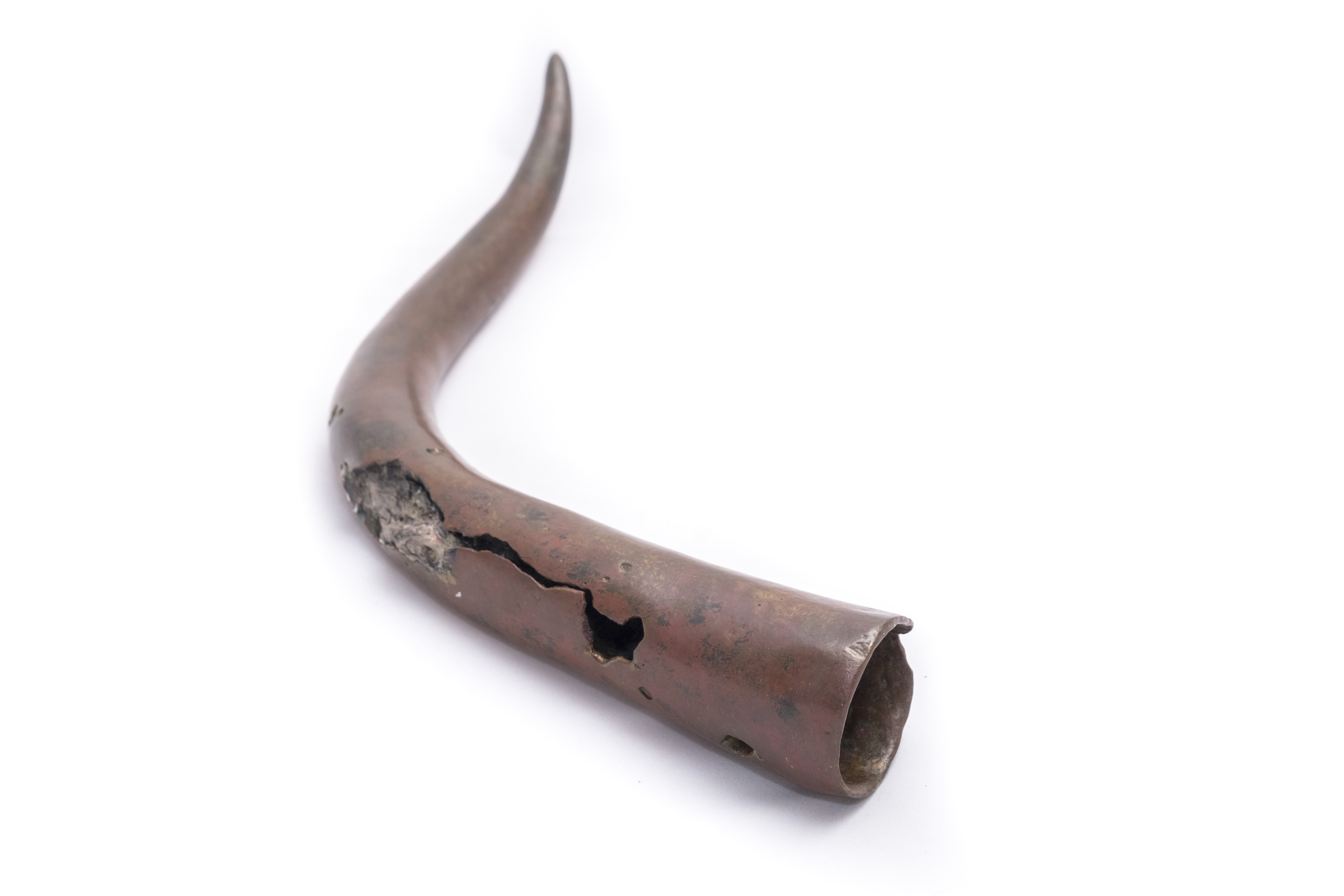
Eines der bronzenen Stierhörner aus der Cova des Coloms (Museu de Menorca)

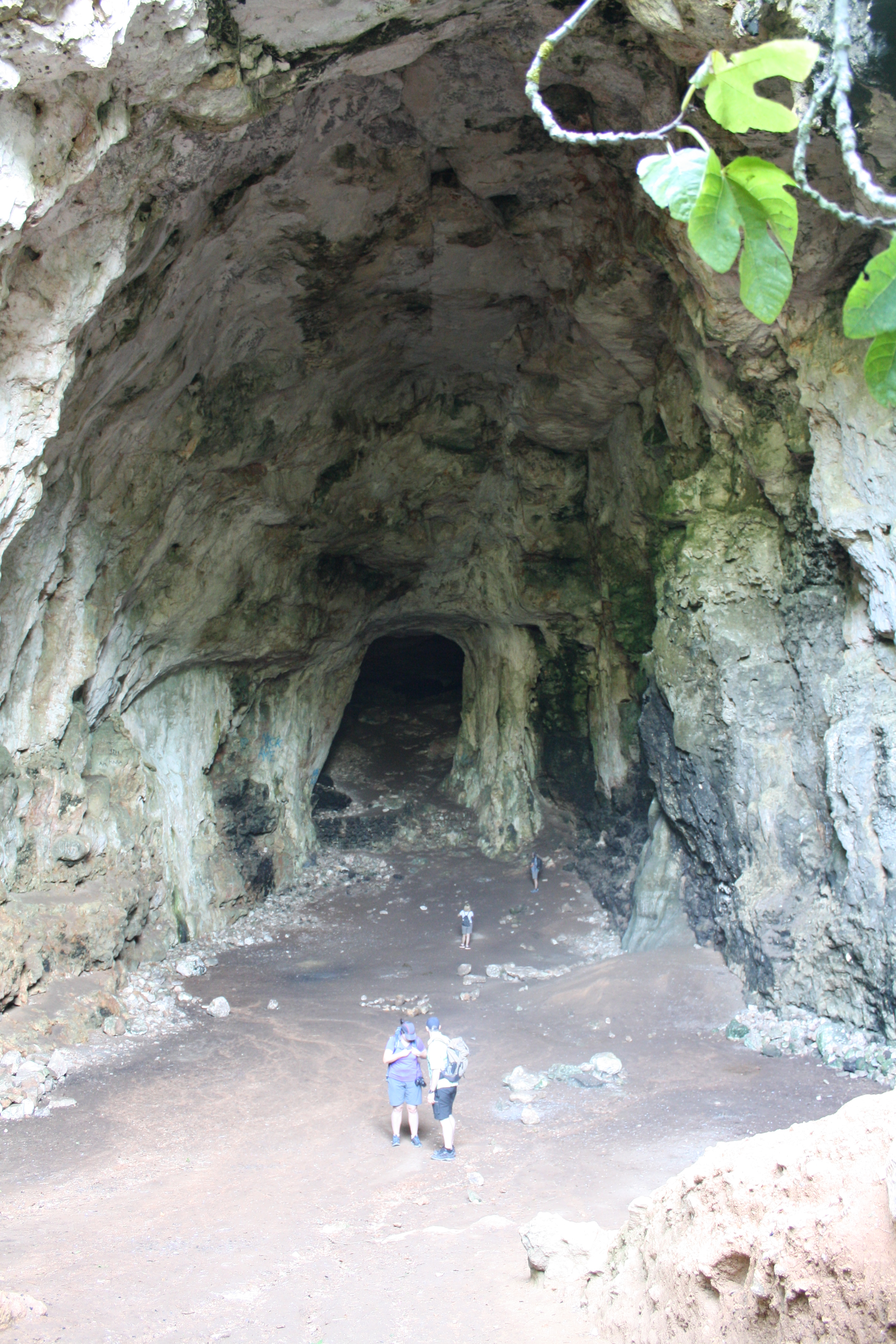
Blick in die Höhle

Die Höhle ist 110 Meter lang, 15 Meter breit und 24 Meter hoch. Diese enorme Höhe hat ihr auch den Beinamen „La Catedral“ eingetragen. Sie teilt sich in zwei Bereiche. Auf die 50 m lange Haupthalle folgt nach einem Absatz ein niedriger, sich rasch verengender zweiter Raum.
Die Cova des Coloms wurde in posttalayotischer Zeit (550–123 v. Chr.) als Begräbnisstätte genutzt. Der französische Prähistoriker Émile Cartailhac fand hier in den 1890er Jahren Keramik und menschliche Knochen. Grabungen durch Antonio Vives y Escudero (1859–1925) förderten 1914/15 Keramikgefäße und zwei bronzene Stierhörner zutage.
Die Cova des Coloms ist seit 1966 als Kulturgut (Bien de Interés Cultural) geschützt. Die Registriernummer beim spanischen Kulturministerium ist RI-51-0003660. Die Höhle gehört zu den 24 archäologischen Stätten, die seit 2023 als „Talayotisches Menorca“ zum Weltkulturerbe zählen.